# Girolamo Ramorino

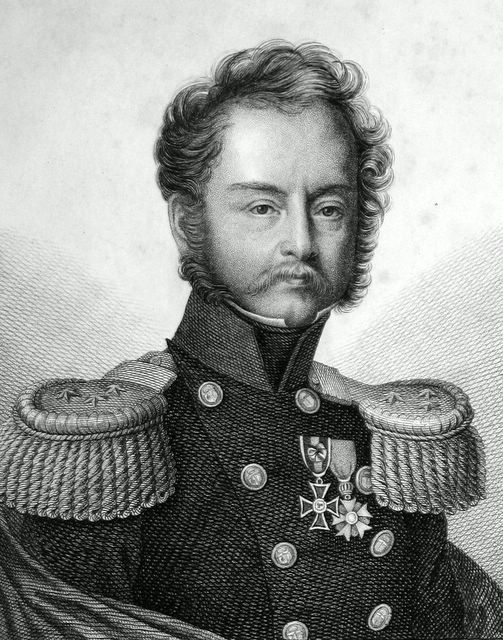
Girolamo Ramorino, Stahlstich

Girolamo Ramorino (* 8. April 1792 in Genua; † 22. Mai 1849 in Turin) war ein italienischer General. 
Er kämpfte bereits in jungen Jahren in den napoleonischen Kriegen unter Napoleon  1809 gegen Österreich und 1812 in Russland. Während der Herrschaft der Hundert Tage wurde er zum Ordnungsbeamten ernannt. Nach der französischen Niederlage kehrte er 1815 nach Piemont zurück und nahm 1821 am Aufstand im Piemont teil. 
1830 unterstützte er nach dem Novemberaufstand die Polen gegen Russland und wurde beim folgenden Unabhängigkeitskrieg zunächst Führer einer Brigade, dann ab 13. Juni 1831 Kommandeur eines selbständigen polnischen Korps von 16.000 Mann und 4000 Reitern. Mitte August marschierte er mit seinen Truppen aus dem Raum Warschau gegen Brest-Litowsk vor, um den russischen Belagerungsring aufzubrechen. Nach dem Scheitern der Polen floh er nach Frankreich ins Exil. 
Nach monatelangem Reisen und Absprachen mit italienischen Emigranten zwischen Paris und Genf unterstützte er im Februar 1834 Giuseppe Mazzini in Paris bei der Planung einer von der Schweiz her geplanten Invasion in Savoyen. Dabei spielte er eine unrühmliche Rolle, weil er ihm anvertrautes Geld schnell verspielt hatte und deshalb nicht rechtzeitig Truppen aufstellen konnte. Er entschuldigte sich damit, dass er keine weitere finanzielle Unterstützung erhalten habe. 
Nach dem Waffenstillstand von Salasco von 1848 bot er sich der savoyischen Armee als Truppenführer an und übernahm unter General Wojciech Chrzanowski den Befehl über die 5. (lombardische-) Division. Er sollte im März 1849 den Übergang im Raum Gravellona für österreichische Truppen hindern, versäumte aber diese wichtige Maßnahme und forcierte ohne Befehl am rechten Ufer des Po, um die Gegner nach Voghera zu locken. Bald danach wurde er in Folge der Schlacht von Novara der Befehlsverweigerung beschuldigt, die Piemont zur Niederlage im Krieg gegen Österreich führte. Er wurde nach einem schnellen Kriegsgericht am 22. Mai 1849 kriegsrechtlich erschossen, bei der Hinrichtung durfte er auf Wunsch das eigene Exekutionskommando befehligen.